# Urbisaglia
Urbisaglia es un municipio italiano situado en la provincia de Macerata, en la región de las Marcas. Tiene una población estimada, a fines de noviembre de 2023, de 2393 habitantes.

## Historia
El nombre del actual municipio deriva de la ciudad romana Urbs Salvia, que se encontraba en la fértil región al sur del Piceno, tras el curso fluvial del Chienti. El nombre del poblamiento parece relacionado con el culto de la diosa Salus, recordado en las fuentes.
Fue fundada como colonia en el siglo II a. C..
El centro urbano antiguo, cuyas torres se conservan en parte, estaba amurallado. Está situado en el área noreste de la localidad actual. 

### Restos romanos
Se han preservado partes del teatro de la época flavia (último tercio del siglo I d. C.). Se exhumó después de la Segunda Guerra Mundial, y quedó expuesto a los recurrentes desmoranamientos del terreno sobre el que se levanta. 
Se conserva en el centro de la ciudad romana un criptopórtico decorado por frescos, en tiempos de su fundación, con decoración geométrica y representaciones de luchas entre animales.
Mediante la información proporcionada por una inscripción se puede datar el anfiteatro en la época flavia. Descubierto en el curso de las excavaciones de mediados del siglo XX, está situado al este de las murallas. El pórtico que parece que lo rodeaba debía sostener la parte alta de la cávea. Las dos entradas se abrían en el extremo del eje principal.

## Evolución demográfica
| Gráfica de evolución demográfica de Urbisaglia entre 1861 y 2023 |
|                                                                  |
| Fuente: ISTAT - Elaboración gráfica de Wikipedia                 |